# M.I.A.M.I.
A M.I.A.M.I. (Money Is a Major Issue) Pitbull első stúdióalbuma, mely 2004. augusztus 24-én jelent meg és U.S. Billboard 200-as listáján a 14. helyezést érte el.

## Az album dalai
1. "305 Anthem" (featuring Lil Jon)
2. "Culo" (featuring Lil Jon)
3. "She's Freaky"
4. "Shake It Up" (featuring Oobie)
5. "Toma" (featuring Lil Jon)
6. "I Wonder" (featuring Oobie)
7. "Get on the Floor" (featuring Oobie)
8. "Dirty" (featuring Bun B)
9. "Damn It Man" (featuring Piccalo)
10. "We Don't Care Bout Ya" (featuring Cubo)
11. "That's Nasty" (featuring Lil Jon & Fat Joe)
12. "Back Up"
13. "Melting Pot" (featuring Trick Daddy)
14. "Hustler's Withdrawal"
15. "Hurry Up and Wait"
16. "Culo" (Miami Mix) (featuring Lil Jon & Mr. Vegas)